# Nazareth Baptist Church
Nazareth Baptist Church (nazariter eller amaNazaretha) är den största sionistkyrkan bland zulufolket, bildad 1911 av Isaiah Shembe. Idag är rörelsen splittrad i tre kyrkor, ledd av varsin ättling till Shembe.

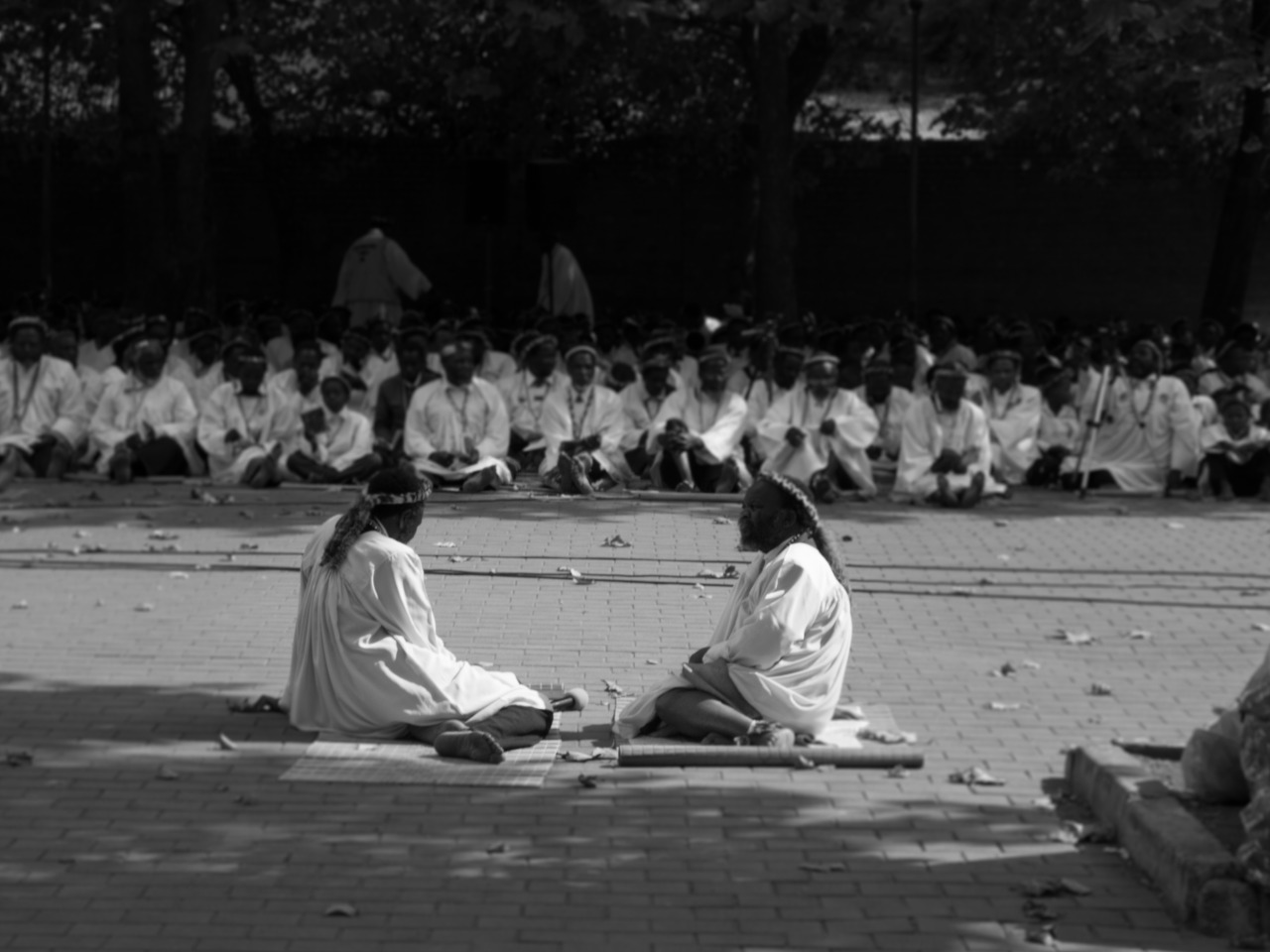
Församlingsledare

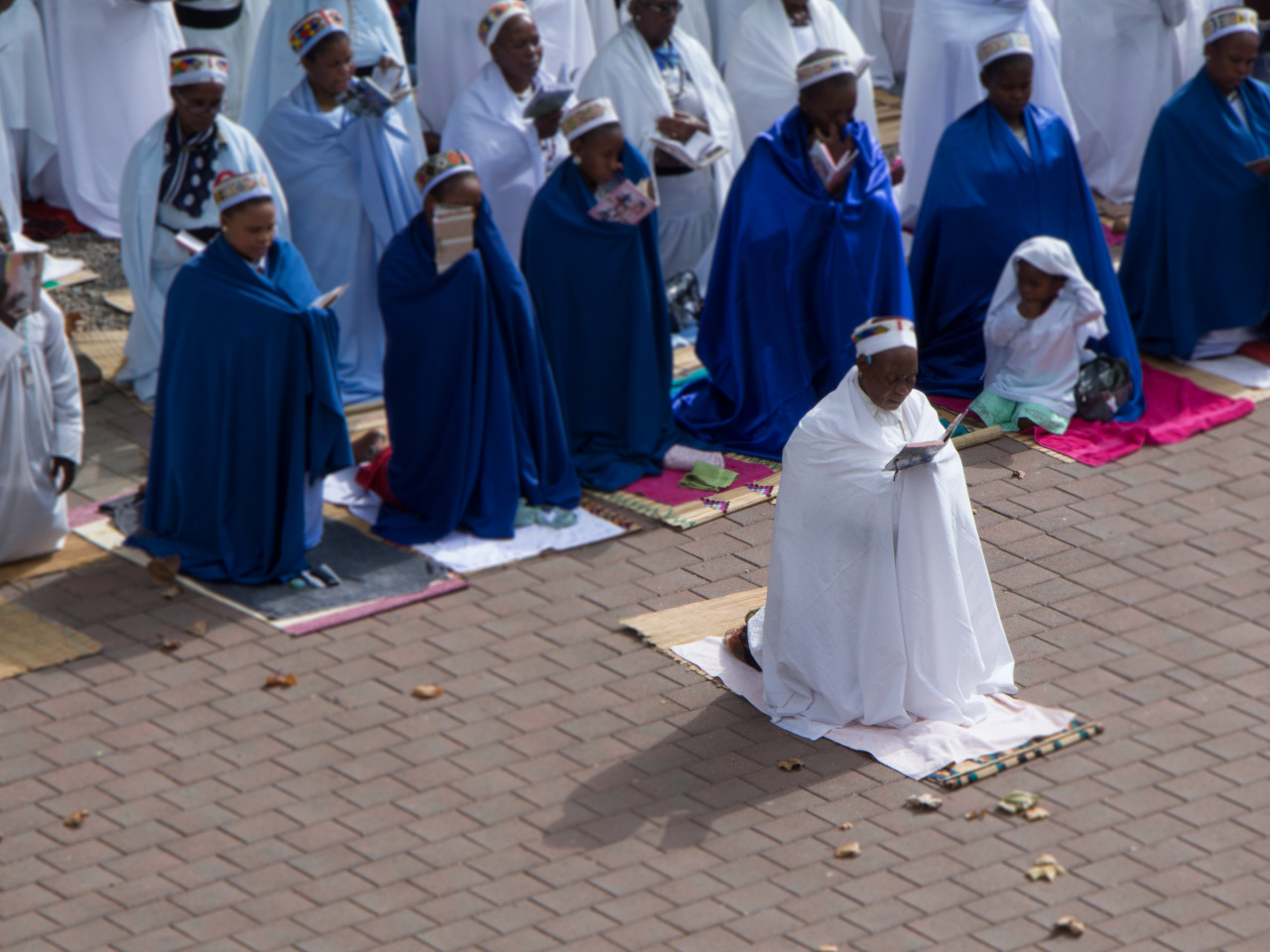
Kvinnliga Shembe-medarbetare.

Efter Shembes död 1935 övertog sonen J Galilee Shembe ledarskapet över kyrkan.
När Galilee Shembe avled 1976 uppstod strider rörande kyrkans ledarskap mellan hans båda söner Londa och Amos Khula Shembe. Rättegångstvister, våldsamheter och till och med mord ägde rum i striderna mellan de bådas anhängare.
Londa Sembes anhängare behöll kyrkans högkvarter i Ekuphakameni utanför Durban i Sydafrika, som invigdes 1916 av Isaiah Shembe.
På det heliga berget Nhlangakazi håller man varje år festhögtider i både januari och juli. 
Majoriteten av kyrkans medlemmar följde Amos Khula, vars begravning 1995 besöktes av Nelson Mandela.
Efter Amos död tog hans son Vimbeni Shembe över ledarskapet för majoritetsgruppen inom kyrkan, med säte i Ebuhleni.
Efter Vimbenis död 2011 vidtog nya ledarstrider. Den 18 oktober 2016 fastslog KwaZulu-Natals högsta domstol att Vela Shemba var den rättmätige ledaren av Nazareth Baptist Church (Ebuhleni-grenen).
Mduduzi Shembe har dock vägrat acceptera domslutet och leder sin egen, tredje grupp med anspråk på att vara den sanna Nazareth Baptist Church.

## Lära
Grundaren Isaiah Shembe spelar en så central roll inom Nazaretha att samfundet ibland även kallas för Shembekyrkan. Han ses som en medlare mellan Gud och människan, en slags svart Messias.
I likhet med sjundedagsadventisterna firar man sabbat på lördagar, döper sina anhängare genom nedsänkning, praktiserar fottvagning och avstår från alkohol och tobak.
AmaNazaretha kläder sig i vita mantlar, firar gudstjänst barfota och firar nattvard nattetid, undviker att raka sig, äta fläskkött och skaka hand med icke-nazariter. Man praktiserar även manlig omskärelse och polygyni.
Helandeförkunnelse har alltid spelat en viktig roll inom kyrkan och dess medlemmar förväntas avstå från mediciner.